# مليسة إبطية
مليسة إبطية (الاسم العلمي:Melissa axillaris) هي نوع نباتي يتبع جنس المليسة من فصيلة الشفوية.